# Nossa Senhora do Carmo
Nossa Senhora do Monte Carmelo ou Nossa Senhora do Carmo é o título dado a Maria, Mãe de Jesus, honrando sua função como padroeira da Ordem dos Carmelitas, assim como testemunha o Cardeal Piazza: "O Carmo existe para Maria e Maria é tudo para o Carmelo, na sua origem e na sua história, na sua vida de lutas e de triunfos, na sua vida interior e espiritual". A palavra Carmelo em hebraico: ("Carmo" significa vinha, portanto, "Vinha do Senhor"): este nome nos aponta para a famosa montanha que fica na costa de Israel, com vista para o Mar Mediterrâneo, parcialmente em Tirat Carmel, onde o profeta Elias e o sucessor Eliseu fizeram história com Deus e com Nossa Senhora, que foi prefigurada pelo primeiro num pequena nuvem (cf. l Rs 18,20-45). Os primeiros carmelitas eram eremitas que viviam no Monte Carmelo, na Terra Santa, entre o final do século XII e meados do século XIII. Eles construíram, no meio de seus eremitérios, uma capela que dedicaram à Santíssima Virgem.
Desde o século XII, a devoção popular a Nossa Senhora do Carmo está centrada em seu escapulário, que originalmente são dois pedaços de tecido ligados por finas fitas, que o fiéis leigos carregam em seus ombros. É um resumo da devoção maior do Escapulário marrom como uma veste ´hábito' usado por religiosos monges e monjas carmelitas, é também um sacramental associado às promessas de ajuda feitas por Maria para a salvação do devoto portador, o uso do escapulário é uma via de salvação, mas primeiramente de conversão dos devotos, para que possam viver uma nova espiritualidade. Originalmente, o escapulário em si mesmo, significa a obediência, ou seja, o jugo suave, o fardo grande de Nosso Senhor Jesus Cristo, os monges e monjas carmelitas faziam votos de obediência, e havia nas constituições primitivas uma penalidade para quem deixasse de usar o escapulário na ordem religiosa, por que significava que não queriam mais carregar em seus ombros o peso da obediência ao pesado fardo de Nosso Senhor Jesus Cristo. A tradição da Santa Igreja afirma que, Nossa Senhora entregou o escapulário ao carmelita chamado Simão Stock.
A festa litúrgica de Nossa Senhora do Carmo foi celebrada, pela primeira vez, na Inglaterra, no final do século XIV. O objetivo era agradecer a Maria pelos benefícios concedidos nos tempos de dificuldades dos primeiros anos da Ordem do Carmo. O poema Flor do Carmelo (Flos Carmeli em latim) aparece como a sequência para esta missa. O dia escolhido inicialmente foi 17 de julho, entretanto no continente europeu esta data conflitava com a festa de Aleixo de Roma, o que exigiu uma mudança para o dia 16 de julho, que continua a ser, até hoje, a data da festa de Nossa Senhora do Carmo em toda a Igreja Católica.
Em Parintins, no estado brasileiro do Amazonas, ocorre  uma grande festa em honra a padroeira da cidade, localizada na ilha Tupinambarana, no meio do Rio Amazonas. As festividades acontecem logo após o Festival Folclórico de Parintins. Duram de 6 a 16 de julho, muitas pessoas vão em romaria até a Catedral da cidade, para pedir e agradecer a mãe de nosso senhor, Jesus. Meses antes da festa , uma imagem peregrina da Virgem do Carmo viaja de casa em casa, e de cidade em cidade, indo para junto de seus devotos.

## Escapulário de Nossa Senhora do Carmo

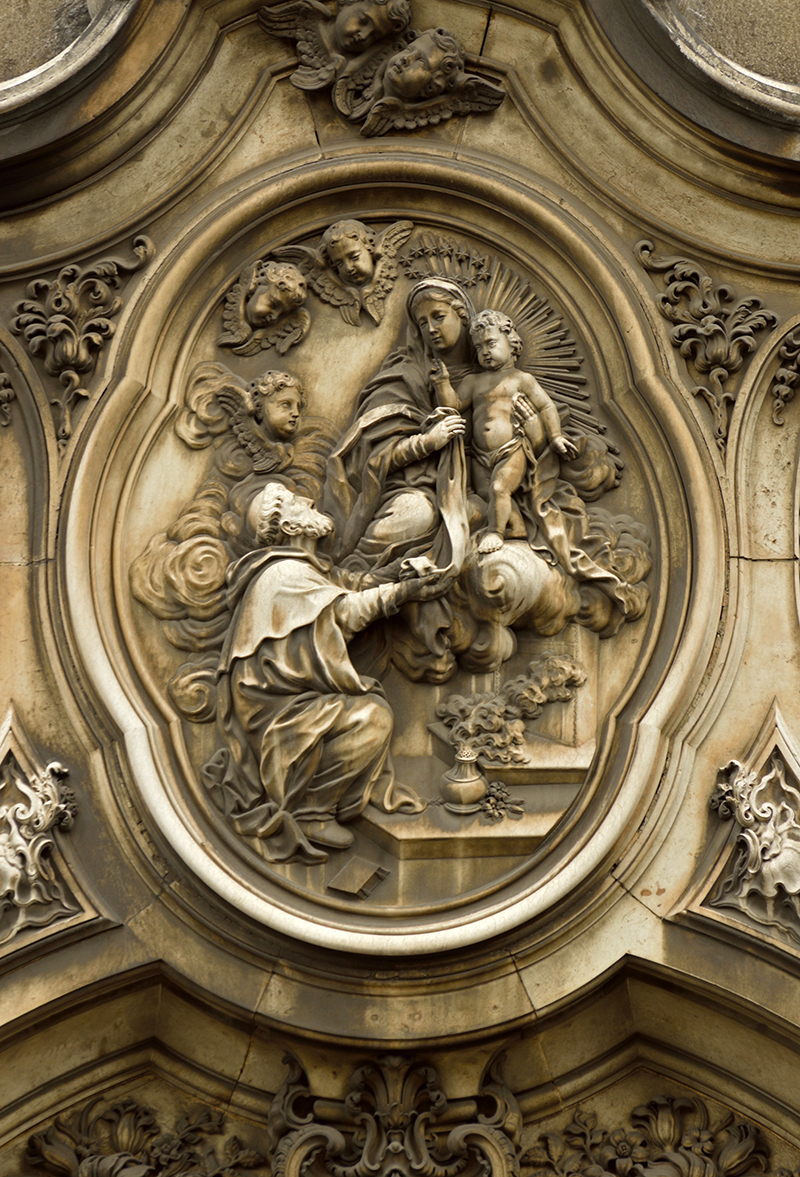
Medalhão lisboeta confeccionado em pedra lioz traz a Virgem do Carmo entregando o escapulário a São Simão Stock. Igreja da Venerável Ordem Terceira do Monte do Carmo, no Centro da cidade do Rio de Janeiro.

Segundo a doutrina católica, a primeira veste de que se tenha notícia na História remonta ao Paraíso Terrestre. O Gênesis (3, 21), o primeiro livro da Bíblia, conta que, após a queda dos primeiros pais da humanidade, Adão e Eva, o próprio Deus lhes confeccionou túnicas de pele e com elas os revestiu. Bem mais tarde, Jacob fez uma túnica de variadas cores para o uso de José, seu filho bem-amado (Gn 37, 3). E assim, as vestimentas vão sendo citadas nestas ou naquelas circunstâncias, ao longo das Escrituras (Gn 27, 15; 1 Sm 2, 19; etc.). Uma vestimenta, porém, ocupa lugar "princeps" entre todas as demais: a Santa Túnica de Jesus Cristo sobre a qual os soldados deitaram sorte, por se tratar de uma peça de altíssimo valor, pelo facto de não possuir costura. Uma piedosa tradição atribui às mãos da Virgem Maria a arte empregada em sua confecção. Ao se darem conta, os soldados, da elevada qualidade daquela peça, tomaram a resolução de não rasgá-la.

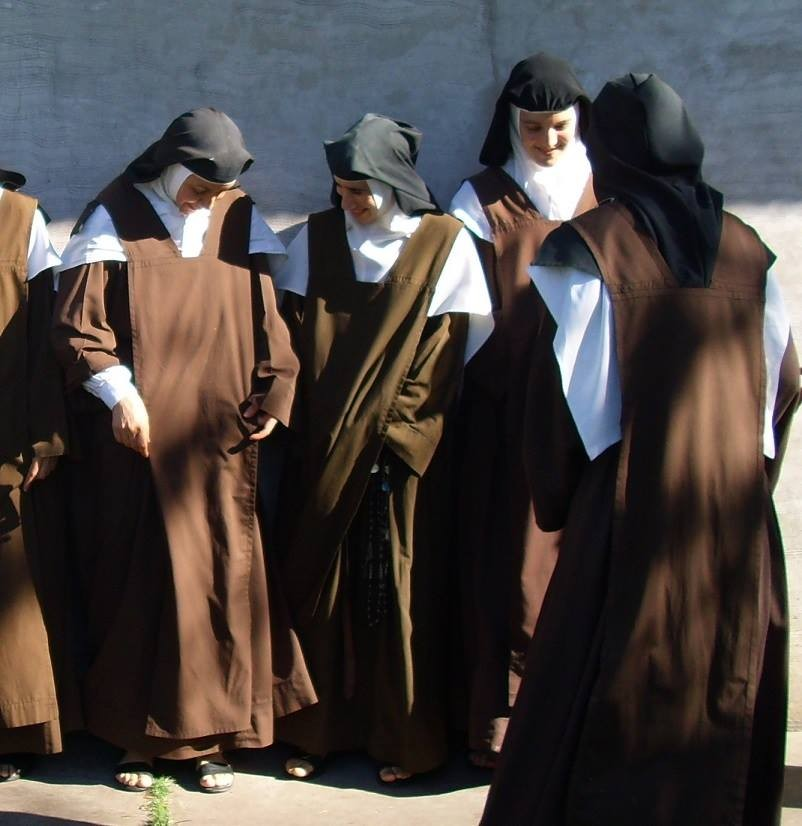
Os frades e as freiras da Ordem dos Carmelitas usam o Escapulário de Nossa Senhora do Carmo.

O Escapulário é um sinal de aliança com Nossa Senhora, e exprime a consagração de quem o usa a Ela. Segundo a devoção católica, assim como vestia Maria a seu Filho Jesus, da mesma forma Maria quer revestir também a nós, seus filhos adotivos. Pois, toda a humanidade, simbolizada por João Evangelista, foi entregue por Jesus aos cuidados de Maria, na mesma ocasião em que os soldados, pela sorte, decidiam sobre a propriedade da túnica de Jesus, ao dizer: "Mulher, eis aí teu filho" (Jo 19,26).
O Escapulário do Carmo, enquanto veste devocional, surgiu no século XII. Segundo a tradição católica, no dia 16 de julho de 1251, São Simão Stock suplicava a Nossa Senhora ajuda para resolver um problema da Ordem do Carmo, da qual era o Prior Geral. Enquanto ele rezava, a Virgem Maria apareceu-lhe, trazendo o Escapulário nas mãos, e disse essas confortadoras palavras: "Recebe, Meu filho, este Escapulário da tua Ordem, como sinal distintivo da Minha confraria e selo do privilégio que obtive para ti e para todos os Carmelitas: o que com ele morrer, não padecerá o fogo eterno. Este é um sinal de salvação, uma salvaguarda nos perigos e prenda de paz e de aliança eternas".
Ao longo do séculos, gerações e gerações de católicos, sobretudo os religiosos e leigos consagrados carmelitas, difundiram esta devoção mariana por todo o mundo, tornando-a numa das devoções católicas mais difundidas. Para os seus defensores, o Escapulário é uma poderosa ajuda espiritual, conferida através da Virgem Maria, para aqueles que vivem em estado de graça e um valioso instrumento para converter os pecadores.

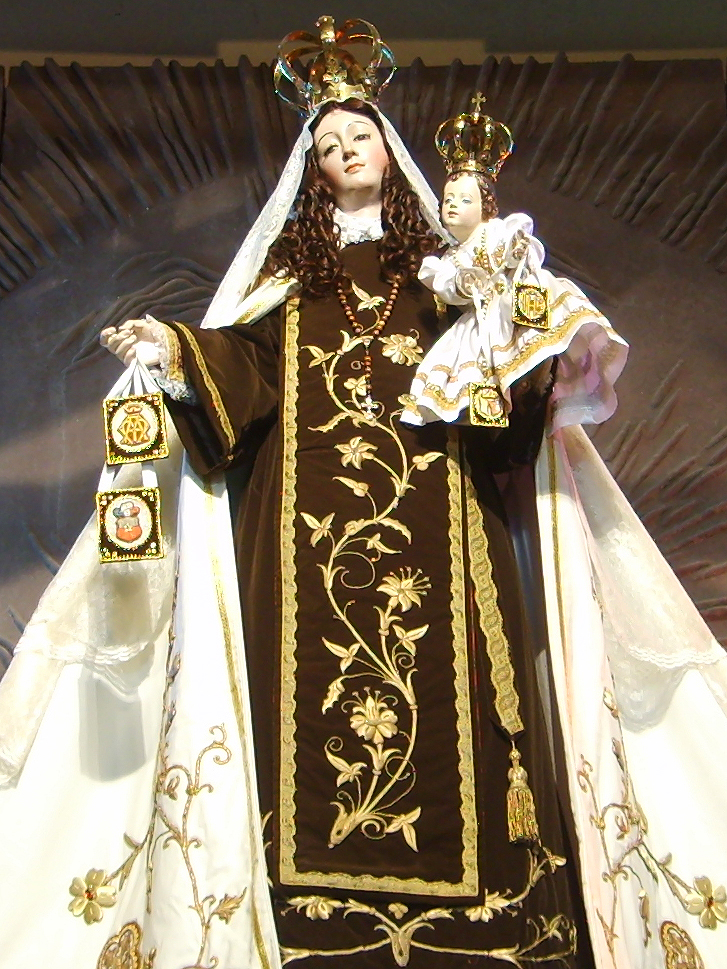
Imagem de Nossa Senhora do Monte Carmelo em Maipú, no Chile.

### Os Papas enaltecem o uso do Escapulário
Em 1951, por ocasião da celebração do 700º aniversário da entrega do Escapulário, o Papa Pio XII disse em carta aos Superiores Gerais das duas Ordens carmelitas: "Porque o Santo Escapulário, que pode ser chamado de Hábito ou Traje de Maria, é um sinal e penhor de proteção da Mãe de Deus".
Exatamente 50 anos depois, o Papa João Paulo II afirmou: "O Escapulário é essencialmente um ‘hábito'. Quem o recebe é agregado ou associado num grau mais ou menos íntimo à Ordem do Carmo, dedicada ao serviço da Virgem para o bem de toda a Igreja. (...) Duas são as verdades evocadas pelo signo do Escapulário: de um lado, a constante proteção da Santíssima Virgem, não só ao longo do caminho da vida, mas também no momento da passagem para a plenitude da glória eterna; de outro, a consciência de que a devoção para com Ela não pode limitar-se a orações e tributos em sua honra em algumas ocasiões, mas deve tornar-se um ‘hábito'."
Esses dois Pontífices confirmaram, assim, variadíssimas manifestações de apreço ao Escapulário feitas por vários Papas, tais como Bento XIII, Clemente VII, Bento XIV, Leão XIII, São Pio X e Bento XV. Bento XIII estendeu a toda a Igreja a celebração da festa de Nossa Senhora do Carmo, a 16 de julho.

### Os grandes privilégios do Escapulário
Uma das promessas de Nossa Senhora do Carmo a São Simão Stock se refere ao "privilégio sabatino", que consiste que aquele que morrer usando o escapulário, cumprindo algumas condições, sairá do Purgatório no primeiro sábado após sua morte. A condição para lucrar o "privilégio sabatino" é guardar a castidade, mas como também buscar viver uma vida segundo o Evangelho e os ensinamentos da Igreja, guardando os Santos Mandamentos segundo o estado de vida de um cristão, para a imposição deve-se e rezar a penitência imposta pelo sacerdote na recepção do escapulário ou o ofício da Virgem Maria. A promessa principal do escapulário consiste na própria salvação eterna: '"Quem morrer com o Escapulário não padecerá o fogo do inferno".
Não obstante, para beneficiar-se deste privilégio, a Igreja ensina que é necessário usar o Escapulário com reta intenção. Neste caso, se na hora da morte a pessoa estiver em estado de pecado mortal, Nossa Senhora providenciará, de alguma forma, que essa pessoa moribunda se arrependa e receba os sacramentos.

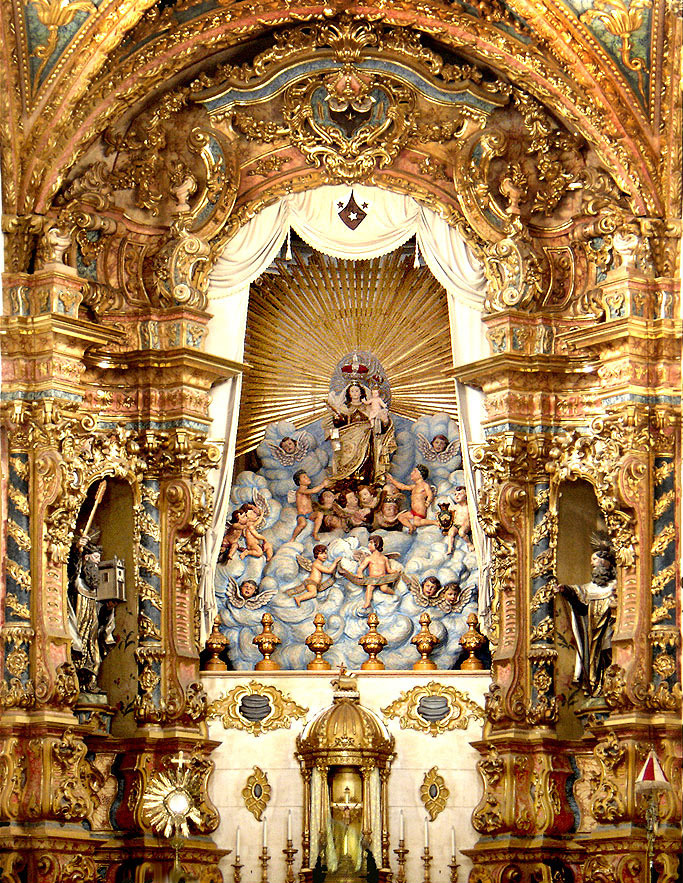
Detalhe do retábulo-mor monumental da Basílica do Carmo, Recife. A imagem de Nossa Senhora do Carmo, doada por Dona Maria I de Portugal, foi confeccionada no século XVII com 2,2 metros de altura e 250 quilos, e possui coroa de três quilos de ouro.

A Igreja Católica, antes de mais, esclarece que o Escapulário não é um sinal "mágico" de salvação. Não é uma espécie de amuleto cujo uso dispensa os fiéis das exigências da vida cristã. Não basta, portanto, carregá-lo ao pescoço e dizer: "Estou salvo!". Logo, o escapulário não é um amuleto, mas é um convite de consagração e de imitação a Virgem Maria. O Papa Pio XII, em uma carta em comemoração dos 700 anos do escapulário exorta os fiéis para que não use o escapulário como um amuleto de superstição. Na tradição da Santa Igreja, o escapulário é um objeto sacramental, pois Deus que nos convida a uma mudança de vida, nos concede tamanha graça e use elementos tão simples para fazer com que os seus fiéis mudem o seu coração e têm a misericórdia para com as almas santificando-as por meio da Virgem Maria.  
Quem usa o Escapulário pode beneficiar-se também de indulgência plenária (remissão de todas as penas do Purgatório) no dia em que o recebe, na festa de Nossa Senhora do Carmo, 16 de julho; desde de que esteja em estado de graça, ou seja, tenha confessado os seus pecados com o Padre, participar da Santa Comunhão, e rezar pelas intenções do Santo Padre (o Papa), bem como renovar as promessas de carregar para sempre este 'hábito', os hábitos das virtudes da Virgem Maria. 

### Datas Carmelitas para a imposição do Escapulário
- São Simão Stock, 16 de Maio.
- Nossa Senhora do Carmo, 16 de Julho.
- Santo e Profeta Elias, 20 de Julho.
- Santa Teresinha do Menino Jesus, 1 de Outubro.
- Santa Teresa de Ávila, 15 de Outubro.
- Santos Carmelitas, 14 de Novembro.
- São João da Cruz, 14 de Dezembro.

### Como receber e usar o Escapulário
- A primeira recepção e imposição deve ser feita com um Escapulário de Tecido (lã marrom).
- O Sacerdote Católico deve abençoar e impor, com a devida fórmula, na pessoa o Escapulário.
- Essa bênção e imposição valem para toda a vida, portanto, basta recebê-lo uma vez.
- Quando o Escapulário se desgastar, basta substituí-lo por um novo.
- Mesmo quando alguém tiver a infelicidade de deixar de usá-lo durante algum tempo, pode simplesmente retomar o seu uso, não é necessária outra bênção ou imposição.
- Uma vez recebido, ele deve ser usado sempre, de preferência no pescoço, em todas as ocasiões, mesmo enquanto a pessoa dorme.
- Em casos de necessidade extrema, como doentes em hospitais, se o Escapulário lhe for retirado, o fiel não perde os benefícios da promessa de Nossa Senhora.
- Em casos de perigo de morte, mesmo um leigo pode impor o Escapulário. Basta recitar uma oração a Nossa Senhora e colocar na pessoa um escapulário já abençoado por algum sacerdote.
- O Papa São Pio X autorizou substituir o Escapulário por uma medalha que tenha de um lado o Sagrado Coração de Jesus e do outro uma imagem de Nossa Senhora, em casos extremos de substituição.

### Oração do Escapulário
```
"Santíssima Virgem Maria, Esplendor e Glória do Carmelo, vós olhais com especial ternura os que se revestem com vosso Santo Escapulário. Cobri-me com o manto da vossa maternal proteção, pois a Vós me consagro hoje e para sempre. Fortalecei a minha fraqueza com o vosso poder. Iluminai a escuridão do meu espírito com a vossa sabedoria. Aumentai a minha fé, a esperança e a caridade. Adornai a minha alma com muitas graças e virtudes. Assistir-me na vida, consolai-me na morte com a vossa presença e apresentai-me à Santíssima Trindade como vosso filho(a) dedicado(a), para que possa louvá-la por toda a eternidade. Amém!"
```

## Milagres atribuídos a Nossa Senhora do Carmo

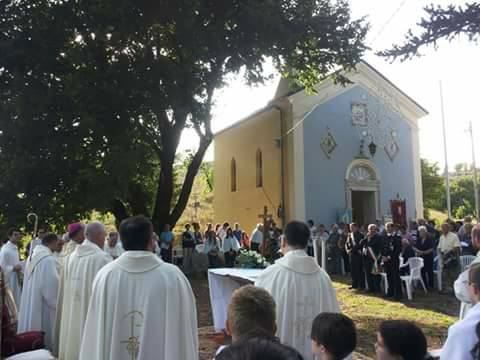
Nossa Senhora do Carmo, Acquafondata, Itália

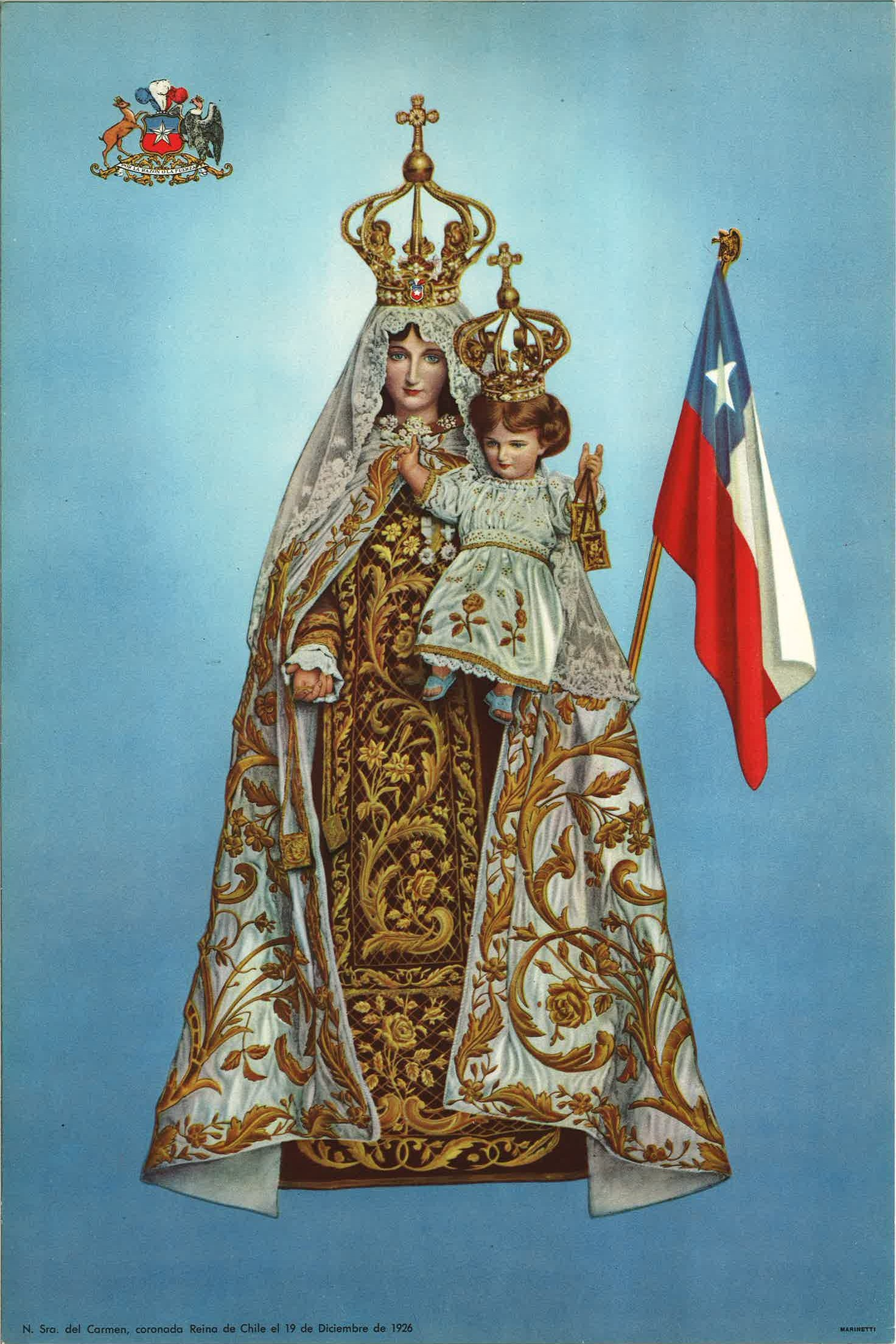
A Virgen do Carmo, intitulada Rainha do Chile, foi coroada canonicamente a 19 de dezembro de 1926

- Nossa Senhora do Carmo apareceu na vila de Acquafondata, na Itália, a 16 de julho de 1841. Hoje, um pequeno santuário se eleva no sítio do milagre.
- Em Palmi, Itália, em 16 de novembro de cada ano é evocado o terramoto de 1894, que teve o seu epicentro na cidade e no qual ocorreu um evento definido como o "milagre da Nossa Senhora do Carmo". Segundo a tradição, os fiéis viram a estátua da Nossa Senhora do Carmo, durante 17 dias, com movimento dos olhos e mudança da coloração da face. A imprensa local e nacional noticiou o evento e na noite de 16 de novembro, os fiéis improvisaram uma procissão pelas ruas. Quando a procissão chegou ao fim da cidade, um violento terremoto sacudiu todo o distrito de Palmi, arruinando a maioria das casas em seu caminho, mas apenas vitimou 9 pessoas, numa população de cerca de 15.000, isto porque quase toda a população estava na rua, a assistir ou participar na procissão. Portanto, anualmente, incluindo a queima de fogos de artifício, luzes e barracas, é celebrada a procissão da imagem de Nossa Senhora pelas mesmas ruas que andou em 1894. A Igreja Católica reconheceu oficialmente o milagre, coroando a estátua de 16 de novembro de 1896, como resultado do decreto emitido pelo Vaticano em 22 de setembro de 1895.
- Na década de 1960, Nossa Senhora do Carmo (ou do Monte Carmelo) apareceu a quatro meninas na aldeia montanhosa de Garabandal, situada no norte de Espanha. Estas aparições marianas tornaram-se conhecidas em todo o mundo.